# Thompson/Center Arms
Thompson/Center Arms fue una empresa de armas estadounidense con sede en Springfield, Massachusetts. La compañía era popular por su línea de pistolas y rifles de un solo tiro y cañón intercambiable. Thompson/Center también fabrica rifles de avancarga y se le atribuye la creación del resurgimiento de su uso en la década de 1970.

## Historia
Durante la década de 1960, Warren Center desarrolló una pistola de mecanismo de ruptura de un solo tiro en su taller del sótano que luego se conoció como Contender. Mientras tanto, KW Thompson Tool Company había estado buscando un producto para fabricar durante todo el año. En 1965, Warren Center se unió a KW Thompson Tool Company y, juntos, en 1967 presentaron la pistola Contender de Warren Center. Aunque la pistola vendió más que los revólveres de caza de la competencia, la flexibilidad de poder disparar múltiples calibres simplemente cambiando el cañón y las miras y su mayor precisión pronto lo hicieron popular entre los cazadores de armas cortas. Cuando KW Thompson Tool comenzó a comercializar la pistola Contender, el nombre de la empresa se cambió a Thompson/Center Arms Company. Luego, para 1970, Thompson/Center creó la industria moderna de pólvora negra, presentando el rifle de avancarga de pólvora negra estilo Hawken de Warren Center.
Smith & Wesson compró Thompson/Center el 4 de enero de 2007.
Tres años después, el 8 de diciembre de 2010, Smith & Wesson anunció que la planta original de Rochester, New Hampshire, se cerraría para trasladar la fabricación a Springfield, Massachusetts.
Tras el cierre de las sucursales de Thompson/Center en Rochester, New Hampshire, Thompson Investment Casting abrió en la misma ciudad continuando la producción de piezas de metal para varias empresas, incluyendo a Smith & Wesson.

## Pistolas de mecanismo de ruptura
El éxito de Thompson/Center se produjo con el surgimiento de la caza con armas cortas de largo alcance, el tiro al blanco y, especialmente, el tiro con silueta metálica . Su diseño de disparo único de mecanismo de ruptura trajo precisión y potencia similares a las de un rifle en una pistola, que era un concepto nuevo en ese momento. Diseñado originalmente solo para cañones intercambiables en .38 Special y .22 LR, los desarrollos posteriores de pistolas de mano de Thompson/Center llevaron a una gama más amplia de cañones intercambiables para usar con muchos más cartuchos. La apertura y cierre de la acción de apertura se logra apretando la parte inferior exterior del protector del gatillo hacia la empuñadura/culata, momento en el que se abre la acción y un extractor extrae manualmente el cartucho.

### Contender

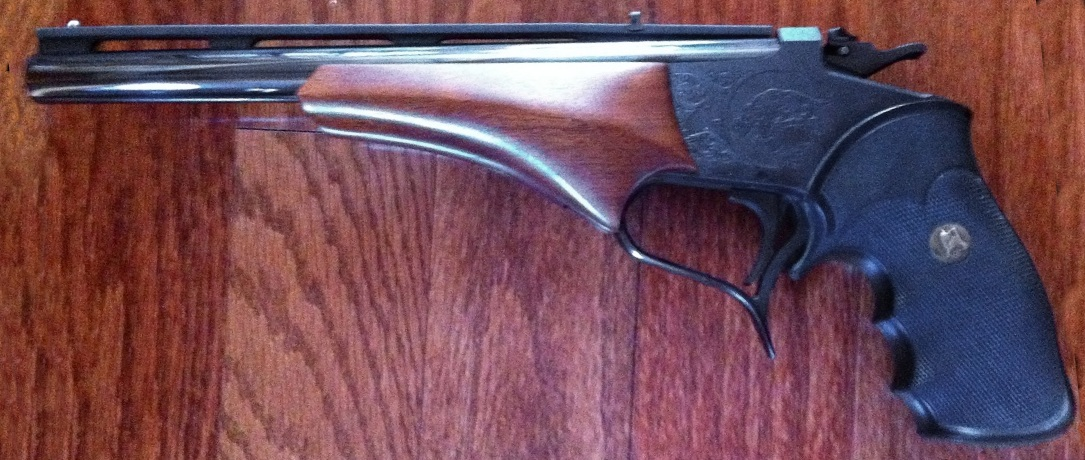
Contender en 45 Colt/.410 con costilla ventilada

El Contender, presentado por primera vez en 1967, es una pistola o rifle de un solo tiro con mecanismo de ruptura con una serie de características únicas. 
La primera característica única es el cañón unido al marco. Al quitar la parte delantera, se expone un gran pasador de bisagra; empujando hacia afuera este pasador de bisagra, se puede quitar el cañón. Dado que las miras y el extractor permanecen unidos al cañón en el diseño Contender, el marco en sí no contiene características específicas del cartucho y se puede instalar un cañón de otro calibre y sujetarlo en su lugar, reemplazando la parte delantera para que la pistola se aliste para disparar con un cañón diferente y miras pre alineadas, lo que permite cambios fáciles de calibres, miras y longitudes de cañón, solo requiriendo de un destornillador plano para el cambio.

### Encore
El Encore, lanzado en 1983, usa un mecanismo diferente, diseñado para ser más fuerte que el del Contender original y a la vez que sea más fácil de abrir. 
El Encore cuenta con un marco considerablemente más grande y fuerte que el Contender y, como resultado, se ofrece en más de 86 calibres, que van desde el .22 Hornet hasta el .416 Rigby . Incluso hubo un cañón de acero inoxidable para la pistola fabricado en .600 Nitro Express . La lista de cañones de Encore también incluye cañones de escopeta de calibre 28, 20 y 12, y cañones de avancarga de calibre .45, .50 y calibre 12 con cebadores de escopeta n.º 209. En 2007, los cañones de percusión anular Encore estuvieron disponibles en 22 LR y 17 HMR, con un diseño monobloque único que no requería alteración en el ensamblaje del marco.

### Contender G2
El Contender original, ahora conocido como Contender de la generación uno (G1), fue reemplazado por el Contender G2 poco después de la aparición del Encore. 
El G2 Contender es esencialmente el mismo en cuanto a dimensiones que el Contender original, pero utiliza un grupo de activación de estilo Encore. 
Debido a los cambios en el mecanismo del gatillo y a las diferencias en el ángulo de la empuñadura, las culatas y las empuñaduras de pistola son diferentes entre los Contender G1 y G2 y no se intercambiarán. Los cañones se intercambiarán con dos excepciones: los cañones de avancarga G2, que solo encajarán en el marco G2, y los cañones/guardamanos Herrett, que son específicos para usar solo en un marco G1.

## Rifles de avancarga

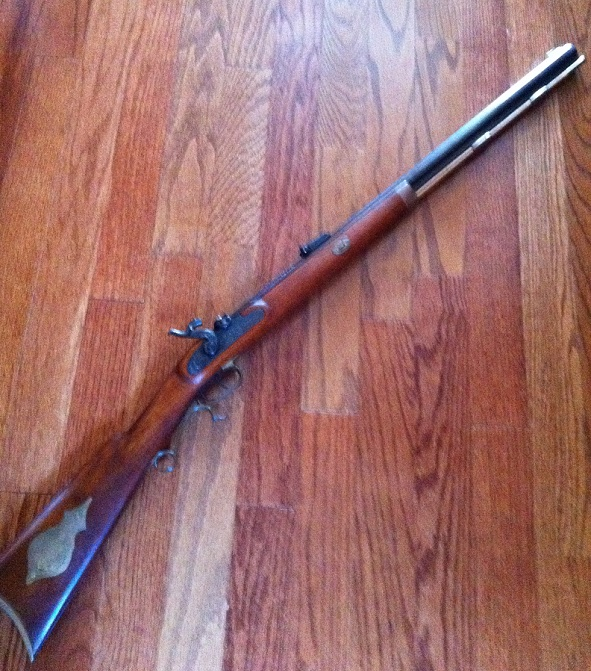
Fusil de percusión TC Hawken

Thompson/Center fabrica una gran variedad de armas largas de avancarga y vende rifles de percusión y de chispa en una amplia variedad de diámetros de calibres. Algunos de los modelos más conocidos son el Renegade, el Hawken, el Big Boar y el White Mountain.

## Pistolas de avancarga

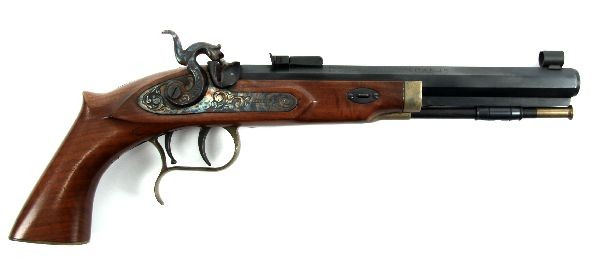
Pistola de avancarga de pólvora negra Thompson/Center Patriot con recámara en .45.

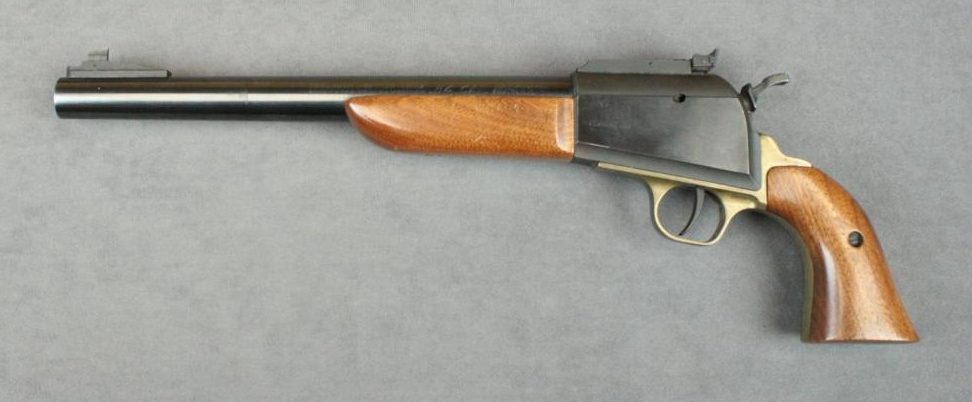
Pistola de avancarga de pólvora negra Thompson / Center Scout con recámara en .54.

## Rifles de cerrojo

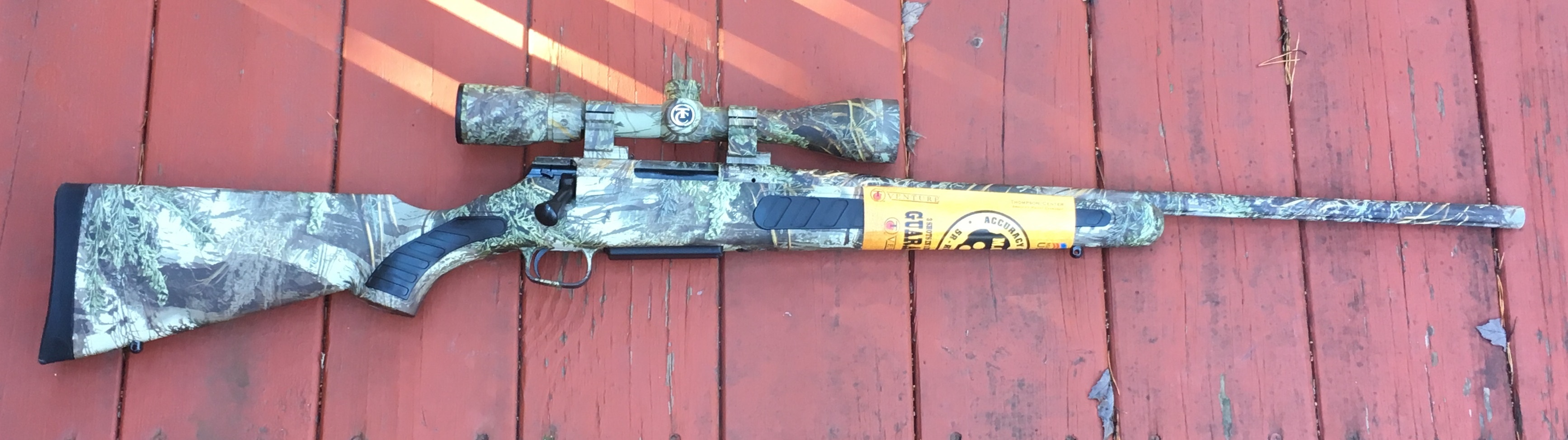
AT/C Venture Predator con camuflaje Real Tree